# ゲオルク・ショルティ
ゲオルク・ショルティ（英語: Sir Georg Solti, KBE、1912年10月21日 – 1997年9月5日）は、ハンガリー出身で、ドイツ、のちイギリスの国籍で活躍した指揮者、ピアニスト。ゲオルグ・ショルティとも書かれる。ユダヤ系。ハンガリー語の発音に基づく表記はショルティ・ジェルジ（Solti György [ˈʃolti ˌɟørɟ]）。ビヨンセが抜くまで、『グラミー賞』を31回受賞（74回ノミネート）しており、受賞数、ノミネート数ともに世界一であった。

## 人物・来歴
ハンガリーのブダペスト生まれ。シュテルン家の次男として生まれ、生まれた時の姓名はシュテルン・ジェルジュ（Stern György [ˈʃtern ˌɟørɟ]）。父親はシュテルン・モーリツ (Stern Móric [ˈʃtern ˌmoːriʦ])、母親はローゼンバウム・テレーズ (Rosenbaum Teréz [ˈroːzenbɒum ˌtɛreːz])。写真家のモホリ＝ナジ・ラースローは再従兄弟にあたる。作曲家のジョゼフ・コズマ（コズマ・ヨージェフ）も親戚である。父親はハンガリーで民族主義が高まるのを感じて、子供らの将来のためにユダヤ的なシュテルンという姓をハンガリー風のショルティに改姓した。
- 6歳でピアノを習い始める。その後1924年に、リスト音楽院でヴェイネル、バルトーク、コダーイ、ドホナーニらに指導を受け、ピアノ、作曲、指揮なども学んでいる。13歳の時、コンサートで聞いたエーリヒ・クライバー指揮のベートーヴェン・交響曲第5番の演奏に感動して指揮者を目指すこととなる。
- 1930年 - リスト音楽院を卒業するとブダペストの国立歌劇場でコレペティートル（歌手の練習のためのピアニスト）に採用され、チェレスタやチェンバロなどの楽器の演奏も手がけるなど、努力の日々を送りながらオペラを学ぶ。
- 1936年 - コレペティートルとしてザルツブルクを訪れた時、ザルツブルク音楽祭のリハーサルのためのピアニストに欠員が出たためショルティに声がかかったが、これがトスカニーニの目にとまり、同年と翌年のザルツブルク音楽祭のトスカニーニの助手を務めることとなる。1937年には『魔笛』の公演でグロッケンシュピールを担当した。
- 1938年3月11日－ブダペスト歌劇場の『フィガロの結婚』で指揮者デビュー。ぶっつけ本番であった（同日、ナチス・ドイツによるオーストリア併合）。
- 1942年 - ジュネーブ国際コンクールのピアノ部門で優勝し（審査員にはヴィルヘルム・バックハウスやフランク・マルタンがいた）、その後ピアニストとしてデビューする。それまで仕事にありつけずにいたショルティだが、この成功によって音楽家として名声を博していくことになる。
- 1946年 - 戦後、7年ぶりにたった2度ほど『フィデリオ』を指揮した後、ミュンヘンのバイエルン国立歌劇場の音楽監督に抜擢される（本人は、これにはトスカニーニとエーリヒ・クライバーの援助があったと語っている。非ナチ化の影響で多くのドイツ人指揮者が失脚していたという幸運もあった）。この年にはリヒャルト・シュトラウスと会う機会を得て、彼の作品の指揮について指導を受けている他、チューリッヒ大学の講師の娘だったヘトヴィヒ・エークスリ（ヘディ）と結婚。
- 1947年 - スイスのテノール歌手リヒテクの推薦で、ピアニストとして英デッカと契約を結び、録音活動もスタートしている。
- 1951年 - ザルツブルク音楽祭にデビュー
- 1952年 - フランクフルト歌劇場の音楽監督に就任する（ - 1961年）。
- 1953年 - サンフランシスコ歌劇場にて『エレクトラ』の指揮でアメリカデビュー。後に音楽監督として緊密な関係を築くシカゴ交響楽団の初指揮は、1954年夏のラヴィニア音楽祭で果たしている。1958年から始まったウィーン・フィルハーモニー管弦楽団との『ニーベルングの指環』全曲スタジオ録音で、指揮者としての評価を国際的に著しく高める（世界初全曲録音）。
- 1959年 - 『ばらの騎士』でイギリスのコヴェント・ガーデン王立歌劇場に登場、その成功により1961年に音楽監督に就任（ - 1971年）。
- 1964年 - ヘディと離婚。
- 1967年 - BBCの記者ヴァレリー・ピッツと再婚。
- 1969年 - シカゴ交響楽団の音楽監督に就任すると、コンサートオーケストラの本格的在任は生涯初ながら、やや停滞が伝えられていたこのオーケストラを数年で立て直し、その活躍はめざましいものとなる。シカゴ響初の海外公演を成功させる。当初2年間のコヴェントガーデン歌劇場兼任、1979年からの4年間のロンドン・フィル兼任があったものの、二十数年の在任期間の多くを同団に傾注し、名コンビを謳われた。
- 1972年 - イギリス国籍を得て帰化し、ナイトの称号を授与される（CDなどでサー・ゲオルク・ショルティと表記されるのはこのため）。
- 1983年 - バイロイト音楽祭に出演し、『ニーベルングの指環』を指揮するが、バイロイト登場はこの年限りに終わった。
- 1991年 - シカゴ交響楽団の音楽監督を辞すと、桂冠指揮者として死の直前までシカゴ交響楽団を中心に幅広い指揮活動を続けた。
- 1995年 - ジュネーヴで開催された「国連50周年記念演奏会」にて、世界各地のオーケストラに所属する40カ国余り81人の演奏家から編成される「ワールド・オーケストラ・フォア・ピース」による初演を成功させ、3年越しの構想を実現させた。
- 1997年9月5日 - 休暇中の南フランスのアンティーブで自伝の最終チェックを終えた直後、就寝中に心筋梗塞により死去。84歳没。敬愛するバルトークの墓の隣で眠りについている。

## 演奏スタイル
音楽評論家の吉田秀和は、ショルティがウィーン・フィルハーモニー管弦楽団を指揮した交響曲第3番 (ベートーヴェン)の録音の第二楽章について、「こういう音楽を大真面目でやれるというには、何か一種の反知性的な気質か、さもなければ劇場的性格か、あるいは、そういうことを超越した本当に崇高なまでの精神的態度か、何かそういうものが要るのではなかろうか？そうして、ショルティには、この中で劇場的なもの theatrical な効果というものに対する本能が極度に強く発達しているのではなかろうか？」と述べ、次にリヒャルト・シュトラウスの『エレクトラ』の録音を挙げた上で「ショルティほどに、無慚な手つきでこういう響きを引き出している指揮者は、ほかに誰がいるのだろうか？」と、その劇的表現力を評している。
また作曲家の諸井誠は、シカゴ交響楽団を指揮した交響曲第9番 (ブルックナー)の録音を「究極のブルックナー」と評している。

## 平和への祈り
ショルティは、1938年3月11日、ブダペスト歌劇場の「フィガロの結婚」で指揮者としてのデビューを飾ったが、ユダヤ系だったこともあって、再び指揮台に立つ機会はなかった。歌劇場の後援会長からルツェルン音楽祭に参加しているトスカニーニを頼ってニューヨークへ渡ることを勧められ、ルツェルンでトスカニーニに約束まではもらえたが、戦争が始まってしまったことと、トスカニーニの妻から貰った所持金が底をついてしまったことなどから実際にはかなえられず、そのままスイスで生活を送ることとなる。以後、戦争が終わるまでは家族（父親は1943年に病死している）と再会していない。青年期が第二次世界大戦の真っ只中と重なり、またユダヤ系であることから、ショルティの生涯は戦争に翻弄され続けた。この経験から、政治家もまた、音楽家と同様に思想の違いを超えて平和を実現することが必ずできるはずだという信念を抱き、1992年にバッキンガム宮殿にてチャールズ3世（当時王太子）とダイアナ妃の主催で開かれたショルティ80歳記念演奏会の場で、「音楽が持つ、平和の使節としての特別な力」を体現化する「ワールド・オーケストラ・フォア・ピース」の構想を発表した。

## エピソードなど
戦後は自身の名前（Georg）をドイツ風で通し、1972年までドイツ国籍を持っていたショルティは、イギリスに帰化したのちも「ドイツ語が、思い通りのことを一番うまく言える言語」「マジャール語は忘れてしまった」として、ヘルマン・ヘッセやトーマス・マンを原書で愛読する生活を送っていた。同名かつ同郷で、やはり壮年期にドイツ風名乗りを行っていたジョージ・セルと異なり、ショルティは帰化後も綴りを英語風に改めることはしていない。妻は英国人である。
初来日は1963年、ロンドン交響楽団との演奏旅行であった。当時最晩年だったピエール・モントゥーが同行していたため、その影に隠れてさほど脚光を浴びることはなかった。このほかにアンタル・ドラティも同行していた。その後は、1994年のウィーン・フィルとの最後の来日まで、たびたび日本を訪れた。
演奏会・録音ともに、ウィーン・フィルとは頻繁に共演している。デッカはショルティのダイナミックな指揮に魅了され、『指環』の全曲録音を依頼した。
ショルティによって、シカゴ交響楽団は今日の世界的評価を獲得した。シカゴ交響楽団はショルティ赴任以前にフリッツ・ライナーによる第1期黄金時代を謳歌していたものの、ライナー辞任後は楽団の内紛で低迷してしまっていた。初のヨーロッパ公演を成功させたショルティとシカゴ交響楽団は、シカゴ市民に熱狂的に迎えられ、「シカゴはギャングの街からオーケストラの街になった」との評もあった。シカゴの野球解説者は、正確であることを「ショルティのよう」と喩えた。シカゴの電話帳の表紙を飾ったこともあり、市民から愛された指揮者であった。
ヨーロッパ大陸への客演はドイツの放送交響楽団が多く、晩年までミュンヘン・シュトゥットガルト・ケルンには特に頻繁に客演していた。1990年代には、ヘルベルト・フォン・カラヤンの生前にはあまり縁のなかったベルリン・フィルやザルツブルク音楽祭にも登場するようになる。

## 代表的な録音
- モーツァルト：オペラ『魔笛』（デッカ）
- ハイドン：ロンドン交響曲全集（同）
- ベートーヴェン：交響曲全集（同）
- ワーグナー：楽劇『ニーベルングの指環』全曲（同）
- リヒャルト・シュトラウス：『ばらの騎士』、『影のない女』（サヴァリッシュに次ぐ、ノーカット全曲録音）（同）
- ブラームス：交響曲全集（同）
- ブルックナー：交響曲全集（同）
- マーラー：交響曲全集（同）
- バルトーク：管弦楽曲集（同）

録音は膨大であり、そのほとんどが専属契約を結んでいたデッカ（Decca）レーベルの録音である。オーケストラは、手兵シカゴ交響楽団のほか、ウィーン・フィル、ロンドン・フィル、ロンドン交響楽団など、多岐にわたる。
ワーグナーの『さまよえるオランダ人』以降の10大オペラを全てスタジオ録音した数少ない指揮者の一人でもある。なかでも最大の偉業は、ジョン・カルショー率いるデッカチームとの「指環」全曲録音であろう。ステレオ録音で長大な楽劇を遺した功績は、グラモフォン誌において20世紀最大の録音事業と賞賛された。往年の名歌手の歌唱、ウィーン・フィルの響きを伝える記録としても貴重である。

### シカゴ交響楽団との録音
（すべてステレオ録音、レーベルはデッカ）
- J.S.バッハ：マタイ受難曲（テ・カナワ〈sop〉、オッター〈Alt〉、ブロホヴィッツ〈Ten〉、ベーア〈バス〉、ロルフ・ジョンソン〈Ten〉、クラウゼ〈Bas〉、シカゴ交響合唱団/1987）、ミサ曲ロ短調（ロット〈sop〉、オッター〈Mez〉、ブロホヴィッツ〈Ten〉、シメル〈Bar〉、ハウエル〈BasBar〉、シカゴ交響合唱団/1990ライヴ）、組曲第3番～Air（1974）
- R.シュトラウス：ツァラトゥストラはかく語りき（1975）、ティル・オイレンシュピーゲルの愉快ないたずら（1975）、ドン・ファン（1972）
- ウェーバー：「オベロン」序曲（1974）
- ヴェルディ：オテロ（テ・カナワ〈sop〉、パヴァロッティ〈Ten〉、ロルフ・ジョンソン〈Ten〉、ヌッチ〈Bar〉、シカゴ交響合唱団/1991）、レクイエム（プライス〈sop〉、ベイカー〈Mez〉、ヴルケッティ〈Ten〉、ヴァン・ダム〈Bas〉、シカゴ交響合唱団/1977）、合唱曲集（シカゴ交響合唱団/1989）、聖歌四篇（シカゴ交響合唱団/1978）
- エルガー：エニグマ変奏曲（1974）、演奏会用序曲「コケイン」（1976）
- シェーンベルク：モーゼとアロン（マツーラ〈Bas・Bar〉、ラングリッジ〈Ten〉、ハウグランド〈Bas〉、ボニー〈sop〉、シカゴ交響合唱団、グレン・エリン少年合唱団員/1984）、管弦楽のための変奏曲（1975）
- ショスタコーヴィチ：交響曲第8番（1989）、交響曲第10番（1990ライヴ）、交響曲第13番「バビ・ヤール」（アレクサーシキン〈Bas〉、アンソニー・ホプキンス〈朗読〉、シカゴ交響男声合唱団/1995）、交響曲第15番（アレクサーシキン〈Bas〉/1997）
- スーザ：星条旗よ永遠なれ（1986）
- スタッフォード・スミス：アメリカ国歌「星条旗」（1986）
- ストラヴィンスキー：春の祭典（1974）、ペトルーシュカ（1993）、3楽章の交響曲（1993）、カルタ遊び（1993）、交響曲ハ調、詩篇交響曲（1997）
- ダウンズ：がんばれ、シカゴ・ベアーズ（1986）
- チャイコフスキー：交響曲第4番（1984）、交響曲第5番（1987）、交響曲第5番（1975）、交響曲第6番「悲愴」（1976）、幻想序曲「ロメオとジュリエット」（1986）、組曲「くるみ割り人形」（1986）、組曲「白鳥の湖」（1988）、大序曲「1812年」（1986）、ピアノ協奏曲第1番（シフ〈ピアノ〉/1985）
- ティペット：交響曲第4番（1979）、チャールズ皇太子の誕生日のための組曲（1981）、ビザンティウム（1991）
- デル・トレディチ：最後のアリス（ヘンドリックス〈sop〉/1980）
- ドヴォルザーク：交響曲第9番「新世界より」（1983）
- ドビュッシー：海（1991）、海（1976）、牧神の午後への前奏曲（1976）、牧神の午後への前奏曲（1990）、夜想曲（1990）
- ドホナーニ：童謡主題による変奏曲（シフ〈ピアノ〉/1985）
- ハイドン：オラトリオ「四季」（ツィーザク〈sop〉、ハイルマン〈Ten〉、パーペ〈Bas〉、シカゴ交響合唱団/1992ライヴ）、オラトリオ「天地創造」（ツィーザク〈sop〉、リッペルト〈Ten〉、シャリンガー〈Bar〉、パーペ〈Bas〉、シカゴ交響合唱団/1993）、オラトリオ「天地創造」（バロウズ〈sop〉、ヴォーラーズ〈Ten〉、グリーンバーグ〈sop〉、ニムスゲルン〈Bas〉/1981）
- バルトーク：弦楽器、打楽器とチェレスタのための音楽（1989）、管弦楽のための協奏曲（1981）、「中国の不思議な役人」組曲（1990）、ヴァイオリン協奏曲第1番（チョン・キョンファ〈Vn〉/1983）、ディヴェルティメント（1990）、舞踏組曲（1981）
- ブラームス：交響曲全集（第1番～第4番〈1978・1979〉）、大学祝典序曲（1978）、悲劇的序曲（1978）、ハイドンの主題による変奏曲（1977）、ドイツ・レクイエム（テ・カナワ〈sop〉、ヴァイクル〈Bar〉、シカゴ交響合唱団/1978）
- ブルックナー：交響曲第0番（1995ライヴ）、交響曲第1番（1995）、交響曲第2番（1991）、交響曲第3番（1992）、交響曲第4番「ロマンティック」（1981）、交響曲第5番（1980）、交響曲第6番（1979）、交響曲第7番（1986）、交響曲第8番（1990ライヴ）、交響曲第9番（1985）
- プロコフィエフ：交響曲第1番「古典」（1982）、ロメオとジュリエット(抜粋)（1982）
- ベートーヴェン：交響曲全集（第1番～第９番/ローレンガー〈sop〉、ミントン〈Mez〉、バロウズ〈Ten〉、タルヴェラ〈Bas〉、シカゴ交響合唱団/1972～74）、交響曲全集（第1番～第９番/ノーマン〈sop〉、ルンケル〈Alt〉、シュンク〈Ten〉、ゾーティン〈Bas〉/1986～1990）、「エグモント」序曲（1972）、「エグモント」序曲（1989）、「コリオラン」序曲（1974）、「レオノーレ」序曲第3番（1972）、「レオノーレ」序曲第3番（1988）、ピアノ協奏曲全集（第1番～第5番「皇帝」/アシュケナージ〈ピアノ〉/1971～72）、フィデリオ（ベーレンス〈sop〉、ホフマン〈Ten〉、ゾーティン〈Bas〉、アダム〈Bas・Bar〉、シカゴ交響合唱団/1979）、ミサ・ソレムニス（ポップ〈sop〉、ミントン〈Mez〉、ウォーカー〈Ten〉、ハウエル〈Bas〉、シカゴ交響合唱団/1977）
- ベルク：ヴァイオリン協奏曲（チョン・キョンファ〈Vn〉/1983）
- ベルリオーズ：幻想交響曲（1972）、幻想交響曲（1992ライヴ）、ファウストの劫罰（フォン・シュターデ〈Mez〉、リーゲル〈Ten〉、ヴァン・ダム〈Bas〉、キング〈Bas〉、シカゴ交響合唱団/1981）、序曲「宗教裁判官」（1974）
- ヘンデル：メサイア（テ・カナワ〈sop〉、イェヴァング〈Alt〉、ルイス〈Ten〉、ハウエル〈Bas〉、シカゴ交響合唱団/1984）
- マーラー：交響曲第1番「巨人」（1983）、交響曲第2番「復活」（ブキャナン〈sop〉、ザーカイ〈Alt〉、シカゴ交響合唱団/1980）、交響曲第3番（デルネシュ〈sop〉、グレン・エリン少年合唱団、シカゴ交響女声合唱団/1982）、交響曲第4番（1983）、交響曲第5番（1990ライヴ）、交響曲第5番（1970）、交響曲第6番（ミントン〈Mez〉/1970）、交響曲第7番（1971）、交響曲第8番「千人の交響曲」（ハーパー〈sop〉、ポップ〈sop〉、オジェー〈sop〉、ミントン〈Mez〉、ワッツ〈Alt〉、コロ〈Ten〉、シャーリー=カーク〈Bar〉、タルヴェラ〈Bas〉、ウィーン少年合唱団、ウィーン楽友協会合唱団、ウィーン国立歌劇場合唱団/1971）、交響曲第9番（1982）、大地の歌（ミントン〈Mez〉、コロ〈Ten〉/1972）、さすらう若人の歌（ミントン〈Mez〉1970）、歌曲集「子供の不思議な角笛」から（ミントン〈Mez〉/1970）
- ムソルグスキー：展覧会の絵（1980）、「ホヴァンシチナ」～前奏曲、死の歌と踊り（1997）
- メンデルスゾーン：交響曲第3番「スコットランド」（1985）、交響曲第4番「イタリア」（1985）
- モーツァルト：交響曲第38番（1982）、交響曲第39番（1982）
- ラヴェル：ボレロ（1976）、クープランの墓（1980）
- リスト：ファウスト交響曲（1986）、交響詩「前奏曲」（1992ライヴ）
- ロッシーニ：「セビリアの理髪師」序曲（1972）
- ワーグナー：さまよえるオランダ人（ベイリー〈Bas〉、マーティン〈sop〉、コロ〈Ten〉、タルヴェラ〈Bas〉、クレン〈Ten〉、シカゴ交響合唱団/1976）、ニュルンベルクのマイスタージンガー（ヴァン・ダム〈Bar〉、オピー〈Bas〉、パーペ〈Bas〉、ヘップナー〈Ten〉、マッティラ〈sop〉、シカゴ交響合唱団/1995ライヴ）、序曲と前奏曲集（1972-1977）
- ハンガリー曲集（1993ライヴ）
- ケルビーニ：レクイエム ハ短調（シカゴ交響合唱団/ 1985）

## 称号
大英帝国勲章ナイト・コマンダー（KBE）など。